# Kurów (województwo zachodniopomorskie)
Kurów (do 1945 niem. Kurow) – wieś w Polsce położona nad Odrą Zachodnią w województwie zachodniopomorskim, w powiecie polickim, w gminie Kołbaskowo.
W latach 1975–1998 miejscowość administracyjnie należała do województwa szczecińskiego.

## Historia i geografia
Wieś położona 2,5 km od płd.-zach. granicy miasta Szczecina na wysokim, zachodnim zboczu doliny Odry. Pierwsze wzmianki o Kurowie pojawiły się w roku 1355.
W roku 1945 toczyły się w okolicach Kurowa ciężkie walki o Międzyodrze. 26 kwietnia 1945  gen. Paweł Batow przyjął tutaj burmistrza Szczecina poddającego miasto.
U podnóża wzniesienia znajduje się duży park dworski z okazami m.in. cisów i platanów (największy 305 cm w obwodzie), oraz dąb szypułkowy o obwodzie 450 cm zwany Dębem Zbójników – pomnik przyrody. Z zabudowań folwarcznych ocalał trzypiętrowy magazyn z 1865 roku. W pobliżu wsi, na wyspie Międzyodrza, usytuowany jest rezerwat przyrody Kurowskie Błota o powierzchni 95,60 ha. Został utworzony w 1965 roku dla zachowania miejsc lęgowych kormoranów, czapli siwych i innych ptaków.

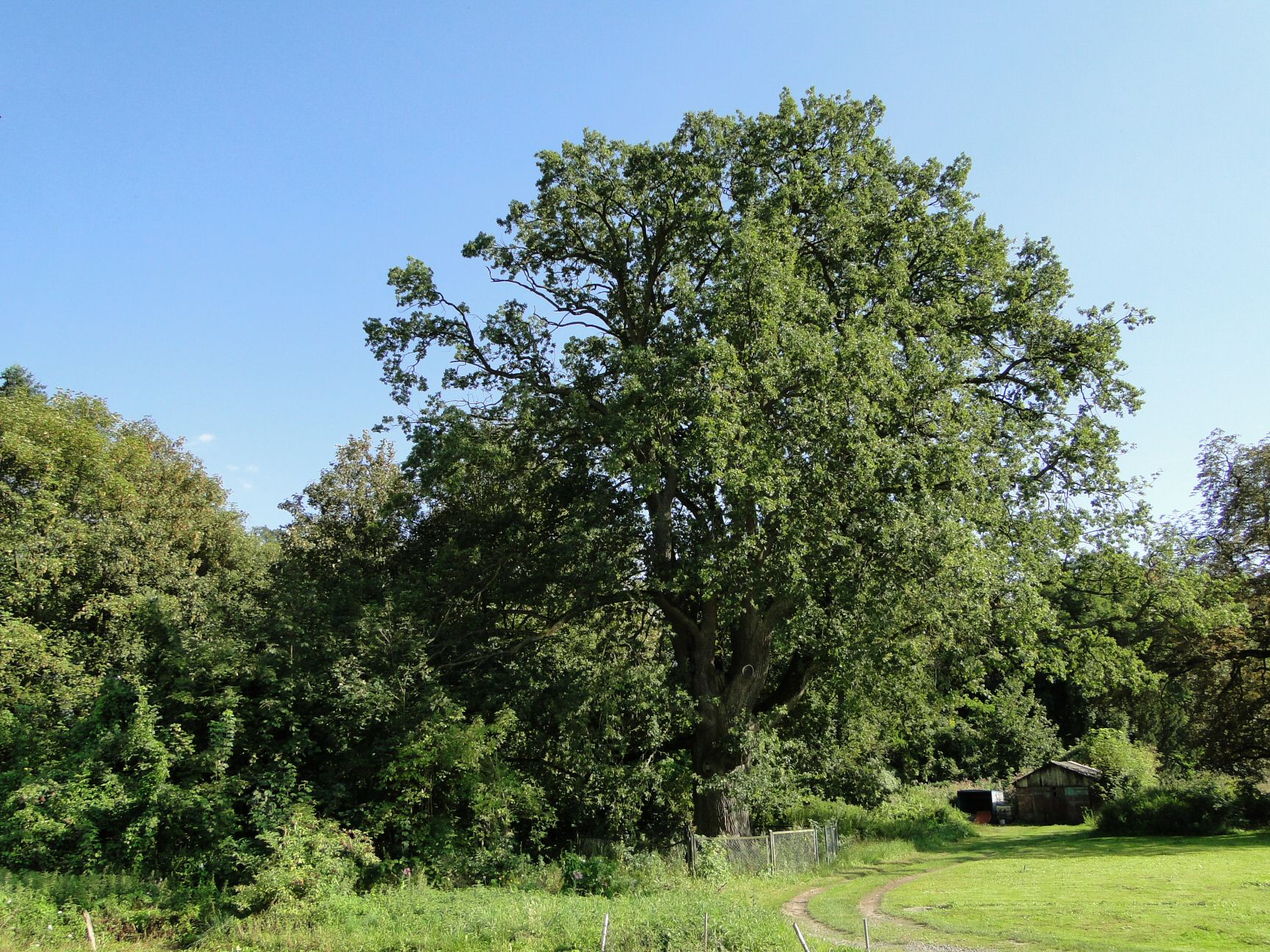
Dąb Zbójników
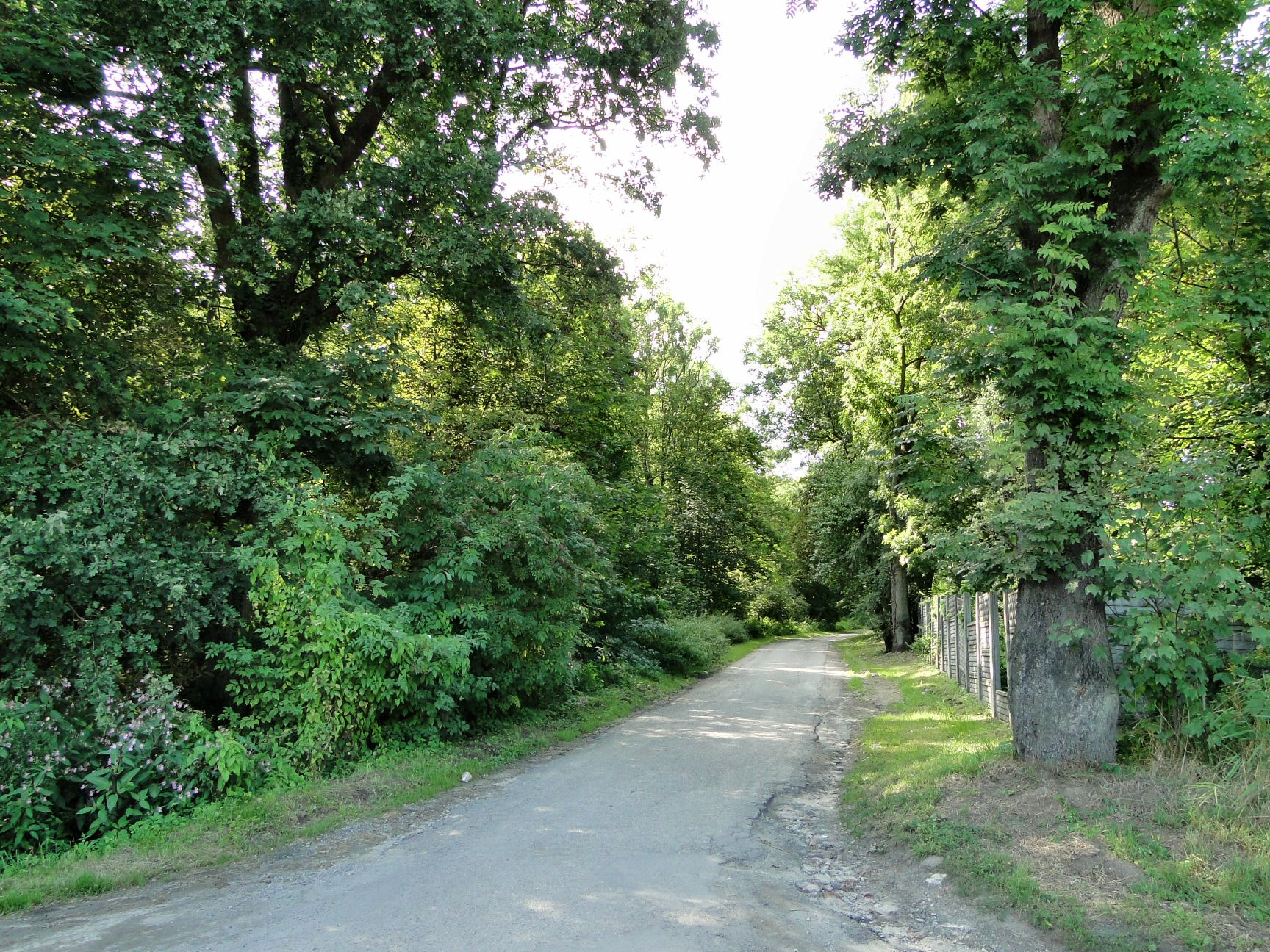
Park podworski

## Transport
Kurów połączony jest ze Szczecinem miejską linią autobusową. Znajduje się tutaj również przystanek PKS. Od 10 stycznia 2009 komunikację zapewniał też przewoźnik „Krajan”.